# 法蘭茲·德佛雷格
法蘭茲·德佛雷格（Franz Defregger，1835年4月30日—1921年1月2日）是奧地利的畫家，作品以出身地提洛的風俗畫、歷史畫知名。即法蘭茲·封·德佛雷格（Franz von Defregger）。

## 經歷
1835年，生於提洛的農家。1861年，進入慕尼黑美術學院學習繪畫。1863年，進入法國美術學院，1864年，參加落選展。之後，以故鄉為題材創作。1878年開始，任教於慕尼黑美術學院。1883年，獲巴伐利亞王國頒發勳章，成為貴族。

## 脚注
1. ↑  Der Orden Pour le Merite für Wissenschaft und Künste, Die Mitglieder, Band II, 1882–1952. Page 200. Berlin: Gebr. Mann-Verlag, 1978.